# Toshiki Okada
Toshiki Okada (jap. 岡田 利規, Okada Toshiki; * 13. Juli 1973 in Yokohama, Japan) ist ein japanischer Schriftsteller, Dramatiker und Regisseur.

## Leben
Okada gründete 1997 die Theatergruppe Chelfitsch, für die er seither vielfach preisgekrönte Stücke schrieb. Zwei seiner Stücke wurden 2007 in einem Buch veröffentlicht, das seit 2012 auch in deutscher Sprache vorliegt. Mit seiner Gruppe Chelfitsch war er bisher auch international tätig, so in Europa beim niedersächsischen Festival Theaterformen, sowie in Asien und den USA. Sein Stück The Vacuum Cleaner wurde 2020 zum Berliner Theatertreffen eingeladen. 2022 folgte mit Doughnuts eine weitere Einladung.

## Preise und Wettbewerbe
- 2005: 49. Kishida-Kunio-Preis für Five Days in March (2004).
- 2005: Finalist beim  Wettbewerb um den Toyota Choreography Award mit Air-Conditioner/Cooler (2004).
- 2005: Yokohama Cultural Award.
- 2006: Wettbewerb 2006 mit Enjoy Neues Nationaltheater, Tokio.
- 2008: Ōe-Kenzaburō-Preis für The End of the Special Time We Were Allowed.

## Theaterstücke
- 2003: On the Harmful Effects of Marihuana.
- 2004: Five Days in March.
- 2004: Air-Conditioner/Cooler.
- 2005: The End of Toil.
- 2006: Enjoy.
- 2008: Freetime.
- 2009: Hot Pepper, Air Conditioner, and the Farewell Speech.
- 2009: We Are Someone Else Being not Injured
- 2012: Zero Cost House, sein erstes englischsprachiges Stück uraufgeführt mit der Pig Iron Theatre Company in Philadelphia, Vereinigte Staaten.
- 2015: God Bless Baseball.
- 2017: Nō-Theater. UA: 18. Februar 2017, Münchner Kammerspiele.
- 2018:  No Sex. UA : 14. April 2018, Münchner Kammerspiele.
- 2019: The Vacuum Cleaner. UA: 12. Dezember 2019, Münchner Kammerspiele.
- 2020: Opening Ceremony, Münchner Kammerspiele[4]
- 2022: Doughnuts. UA: 21. Januar 2022, Thalia Theater Hamburg[5]
- 2023: No Horizon. UA: 2. Dezember 2023, Thalia Theater Hamburg
- 2024: Homeoffice. UA: 20. April 2024, Düsseldorfer Schauspielhaus

## Veröffentlichungen
- Watashitachi ni Yurusareta Tokubetsu na Jikan no Owari (The End of the Special Time We Were Allowed), 2007.
  - deutsch von Heike Patzschke: Die Zeit, die uns bleibt. Erzählungen. Verlag S.Fischer, Frankfurt am Main 2012, ISBN 978-3-10-054017-1.
- Enjoy. Samuel French, New York City 2011, ISBN 978-0-573-69959-7.
- Kyori, Hitsujuhin. Deutsch von Heike Patzschke: Distanzen und Lebensnotwendigkeiten. In: Auszubildende der S. Fischer Verlage (Hrsg.): Jetlag Café.  Fischer Taschenbuch Verlag, Frankfurt am Main 2011, ISBN 978-3-596-18761-4.
- Mondai no kaiketsu. Deutsch von Heike Patzschke: Ein Problem wird gelöst. In: Japan. (= Neue Rundschau. 2012/1). Fischer Verlag, 2011, ISBN 978-3-10-809088-3.
- No Sex (Original:『ノーセックス』). Deutsch von Heike Patzschke: No Sex. In: Sascha Ehlert (Hrsg.): Das Wetter #21. Magazin für Text & Musik. Das Wetter-Magazin, Berlin 2020.[6]